# Llangollen
Cet article possède un paronyme, voir Langolen.
Llangollen est une ville et une communauté du Denbighshire, au pays de Galles. Elle est située sur la Dee, au pied de la chaîne des Berwyn. Au moment du recensement de 2011, elle comptait 3 658 habitants.